# Futebol nos Jogos Pan-Americanos de 2011
O futebol nos Jogos Pan-Americanos de 2011 foi realizado entre 18 e 27 de outubro com os torneios masculino e feminino.
Em relação aos Jogos anteriores, o número de seleções participantes foi reduzido de 12 para 8 seleções no masculino, e de 10 para 8 no feminino. Todos os jogos foram disputados no Estádio Omnilife, em Guadalajara.

## Países participantes
Um total de onze delegações enviaram equipes para as competições de futebol. Argentina, Brasil, Costa Rica, México e Trinidad e Tobago participam tanto do torneio masculino quanto do feminino.
A Guatemala participaria do torneio masculino, mas desistiu da competição devido a problemas disciplinares com a equipe. Trinidad e Tobago foi indicado em substituição.
| - ARG Argentina (36) - BRA Brasil (36) - CAN Canadá (18) - CHI Chile (18) - COL Colômbia (18) - CRC Costa Rica (36) | - CUB Cuba (18) - ECU Equador (18) - MEX México (36) - TRI Trinidad e Tobago (36) - URU Uruguai (18) |

## Calendário
| Outubro | 13 | 14 | 15 | 16 | 17 | 18 | 19 | 20 | 21 | 22 | 23 | 24 | 25 | 26 | 27 | 28 | 29 | 30 |
| ------- | -- | -- | -- | -- | -- | -- | -- | -- | -- | -- | -- | -- | -- | -- | -- | -- | -- | -- |
| Futebol |    |    |    |    |    |    |    |    |    |    |    |    |    |    | 1  | 1  |    |    |

|  | Dia de competição |  | Dia de final |

## Medalhistas
| Evento             | Ouro | Prata | Bronze |
| ------------------ | --- | --- | --- |
| Feminino detalhes  | Karina LeBlanc Kelly Parker Melanie Booth Vanessa Legault-Cordisco Robyn Gayle Kaylyn Kyle Rhian Wilkinson Diana Matheson Candace Chapman Christina Julien Desiree Scott Christine Sinclair Sophie Schmidt Lauren Sesselmann Shannon Woeller Diamond Simpson Brittany Timko Rachelle Beanlands CAN Canadá | Bárbara Maurine Renata Costa Tânia Maranhão Daiane Rosana Francielle Formiga Daniele Beatriz Thaís Guedes Thaís Picarte Karen Rocha Renata Diniz Maycon Ketlen Débora Grazielle BRA Brasil                                                                                                  | Aurora Santiago Kenti Robles Rubí Sandoval Jennifer Ruiz Valeria Miranda Mónica Vergara Stephany Mayor Guadalupe Worbis Maribel Domínguez Dinora Garza Monica Ocampo Erika Venegas Marilyn Díaz Liliana Mercado Luz del Rosario Saucedo Liliana Godoy Veronica Pérez Tanya Samarzich MEX México                  |
| Masculino detalhes | Jerónimo Amione Javier Aquino Néstor Araujo Othoniel Arce Ricardo Bocanegra Isaác Brizuela Dárvin Chávez José de Jesús Corona Jorge Enríquez César Ibáñez Hiram Mier Carlos Orrantía Oribe Peralta Miguel Ángel Ponce Diego Reyes Hugo Rodríguez José Antonio Rodríguez Jesús Zavala MEX México           | David Achucarro Esteban Andrada Sergio Araujo Adrián Cirigliano Fernando Coniglio Leonardo Ferreyra Franco Fragapane Leandro González Michael Hoyos Lucas Kruspzky Matías Laba Carlos Luque Adrián Martínez Hugo Nervo Germán Pezzella Rodrigo Rey Alan Ruiz Lucas Villafañez ARG Argentina | Mathías Abero Emiliano Albín Matías Britos Jonathan Cubero Guillermo de los Santos Adrián Gunino Leonardo Pais Gonzalo Papa Facundo Píriz Mauricio Prieto Federico Puppo Diego Rodríguez Gianni Rodríguez Martín Sebastián Rodríguez Maximiliano Rodríguez Gastón Silva Santiago Silva Tabaré Viudez URU Uruguai |

## Quadro de medalhas
| Ordem | País          | Medalha de ouro | Medalha de prata | Medalha de bronze |   |
| ----- | ------------- | --------------- | ---------------- | ----------------- | - |
| 1     | MEX México    | 1               |                  | 1                 | 2 |
| 2     | CAN Canadá    | 1               |                  |                   | 1 |
| 3     | ARG Argentina |                 | 1                |                   | 1 |
|       | BRA Brasil    |                 | 1                |                   | 1 |
| 5     | URU Uruguai   |                 |                  | 1                 | 1 |
| TOTAL | TOTAL         | 2               | 2                | 2                 | 6 |